# Dama dama
O gamo (Dama dama) é um mamífero ruminante, pertencente à família Cervidae, apresentando características idênticas ao veado, tendo porém, a cauda comprida e a parte superior das hastes achatadas e palmadas. A espécie é nativa na Turquia, Irão e sul da Europa (Braza, 2010), nomeadamente na Itália, Sicília e na Península Balcânica. Estes locais foram os refúgios
da espécie no tempo pós-glacial da história da Terra (Chapman e Chapman, 1980); Masseti, 1996, 1999 e 2002). Atualmente, apenas se encontra uma população em
estado selvagem no Parque Nacional Termessos, no sul da Turquia.
A espécie foi introduzida no Mediterrâneo Ocidental pelos fenícios e na Europa Central e do Norte pelos romanos e normandos. No entanto, a maioria das populações existentes atualmente na Europa resultam de introduções muito mais recentes. Em Portugal, a maioria dos gamos encontram-se dentro de áreas limitadas, tais como parques e zonas de caça privadas. Apesar de haver alguns animais dispersos, não há registos de populações selvagens (Cabral et al., 2005). Neste momento existem populações selvagens em número abundante, podendo considerar-se quase uma Praga em algumas zonas do país. A sua reprodução e a falta de predadores selvagens, bem como a sua capacidade de adaptação fazem com que a evolução da espécie seja muito considerável.

## Descrição física

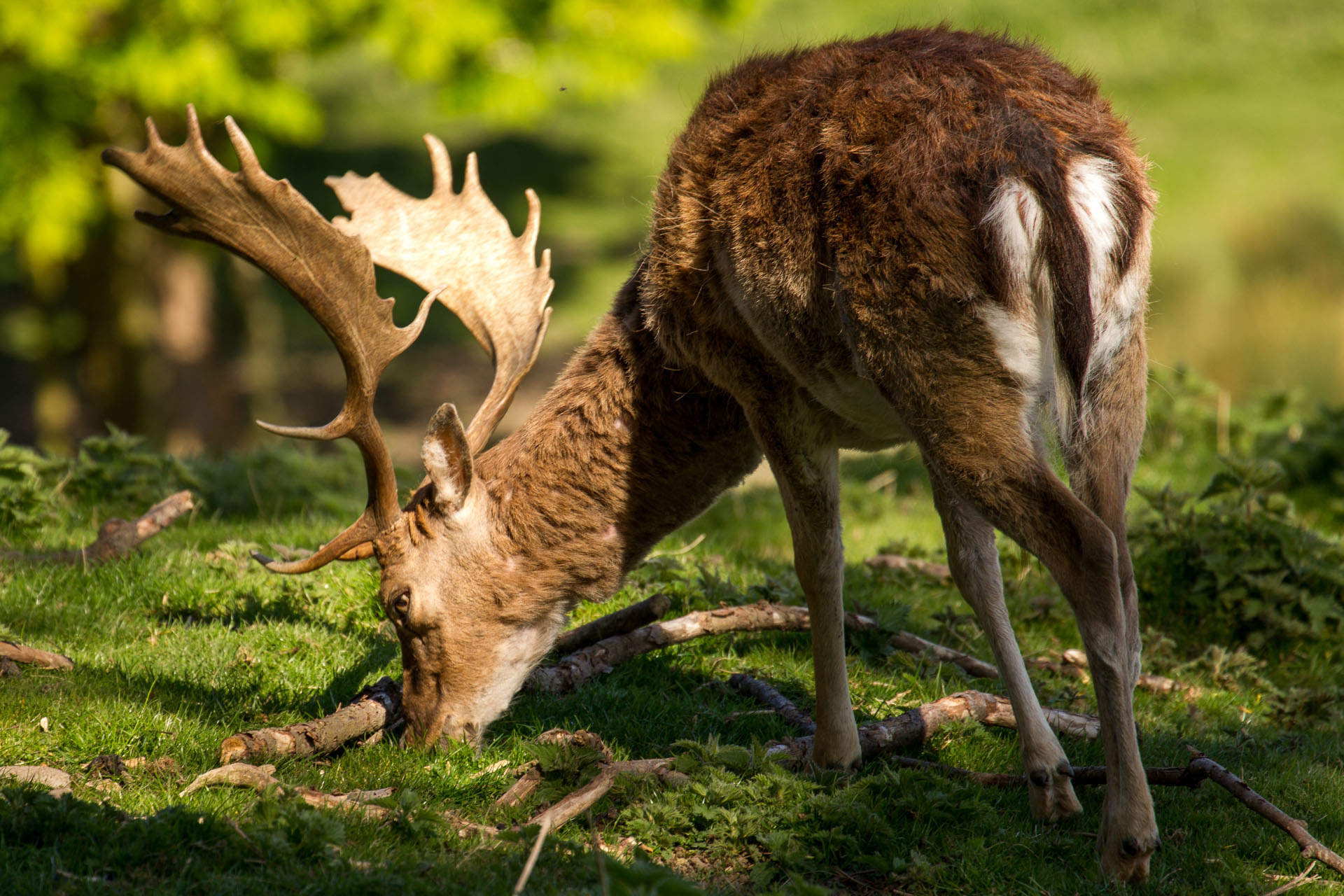
Macho com pelagem de inverno.

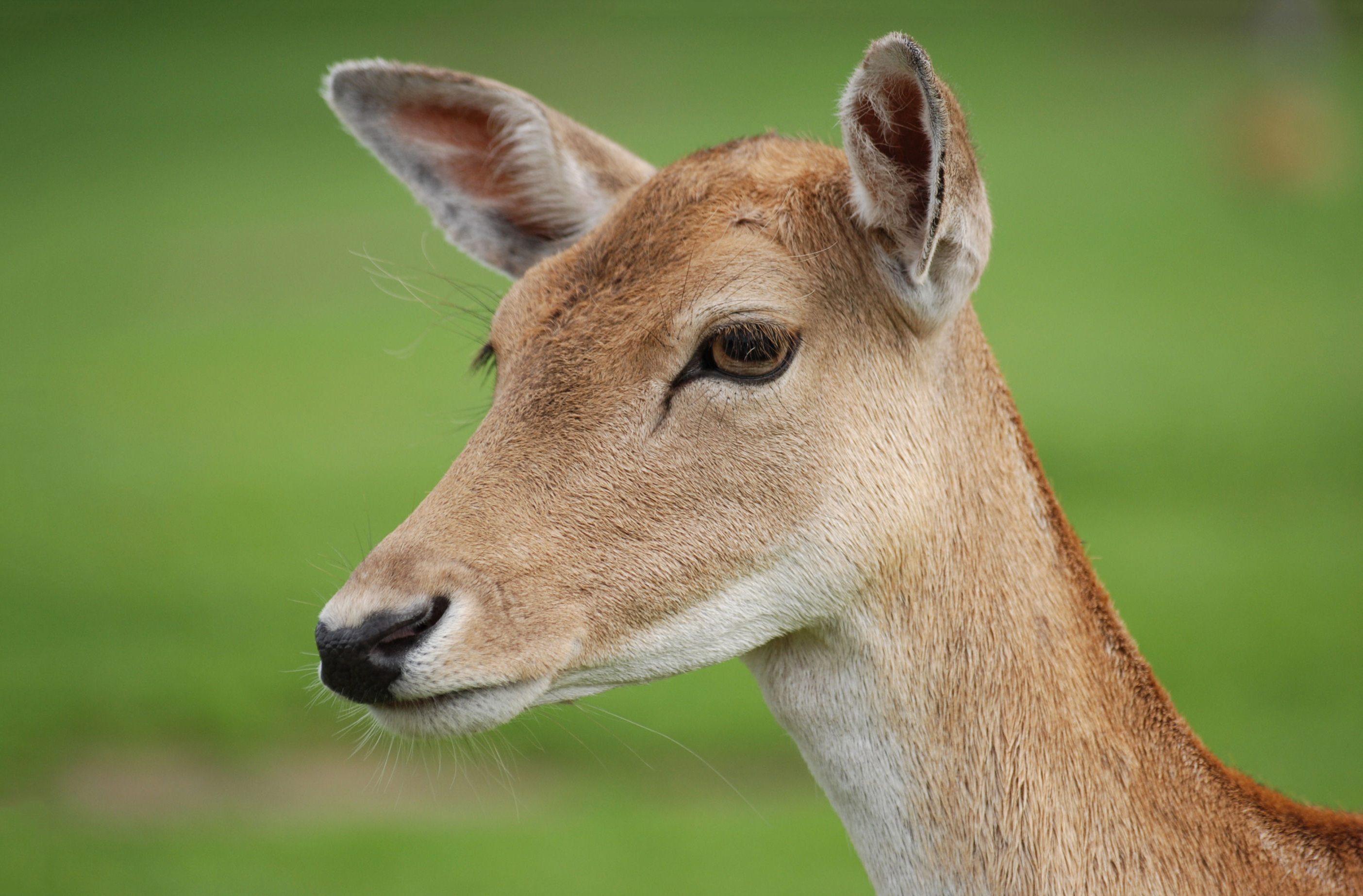
Cabeça de espécime do sexo feminino.

O gamo anatomicamente possui um pescoço comprido e fino, com o focinho longo e orelhas grandes (Palomo et al., 2007). A pelagem do gamo é variável ao longo do ano. No Inverno, a pelagem é negra e as manchas da pelagem dorsal são também escuras, sendo a região ventral a única parte em que se encontra branca. No Verão, o pelo é castanho-avermelhado com as manchas dorsais brancas bem delineadas no dorso e nos lados. O ventre mantém-se branco ao longo de todo o ano. Na linha mediada do dorso, existe uma linha de pelo de coloração castanha que vai escurecendo até à cauda (sendo que na cauda já é completamente negra). A cabeça e a região do interior dos membros geralmente não possuem manchas (Cabrera, 1994). Esta espécie apresenta dimorfismo sexual evidente. Os machos apresentam hastes, as quais aumentam na sua complexidade e tamanho durante o crescimento. Nos jovens gamos machos (entre um e dois anos) as hastes são chamadas de varetos e têm entre 5 a 13 cm de comprimento. Nos machos adultos as hastes têm um comprimento total entre 50 a 70cm e 7 a 20 cm de largura (Blanco, 1998). Contrariamente, as fêmeas não possuem hastes. O desmogue, isto é, a queda das hastes, ocorre anualmente na Primavera, e começam a crescer logo após a sua queda, estando no seu auge de crescimento no início do Verão. Este fenômeno ocorre ao longo da vida do animal, no entanto, em idade mais avançada, as hastes não crescem tão criteriosamente (Blanco, 1998). A genitália, em ambos os sexos, é caracterizada por uma porção relevante de pelo que tem como principal função a proteção e a identificação do sexo entre os indivíduos. Os machos possuem glândula odorífera junto ao pênis (McElligott et al., 2001). A nível sensorial, o gamo possui a audição e o olfato muito bem desenvolvidos, bem como a sua visão, que é a cores. Geneticamente são seres diploides (2n) com 68 cromossomos (McElligott et al., 2001).

## Ecologia e comportamento
O gamo não é um animal territorial. Tendo abundância em alimento e se não for perturbado, não se desloca grandes distâncias. Porém, os machos dispersam mais que as fêmeas, variando a sua área de atividade ao longo do ano (consoante a vegetação fornecida naquela região). O gamo é um animal herbívoro, usando pastos e consumindo rebentos e frutos de árvores na sua alimentação. No entanto, a sua dieta está dependente da estação do ano em que se encontra e da disponibilidade alimentar, pelo que a sua alimentação no Verão passa por arbustos, frutos e hortícolas e no Inverno passa essencialmente por raízes e cereais (Reby et al., 1998). 
O alimento é encontrado essencialmente em espaços abertos, o que conduz a uma maior probabilidade de serem predados. Para contrariar este efeito, o gamo alimenta-se em grupo, ao amanhecer ou ao anoitecer (Reby et al., 1998). Os gamos são animais sociáveis, apresentando uma organização social maleável, estando a maior parte do ano com indivíduos do mesmo sexo ou então formando pequenos grupos com indivíduos dos dois gêneros. A hierarquização é mais evidente no grupo das fêmeas (que poderá ter crias de ambos os sexos), sendo este normalmente dirigido por uma fêmea dominante. No grupo dos machos, que é composto essencialmente por adultos e alguns juvenis, a hierarquização é menos estruturada (Masseti, 1999).

## Reprodução

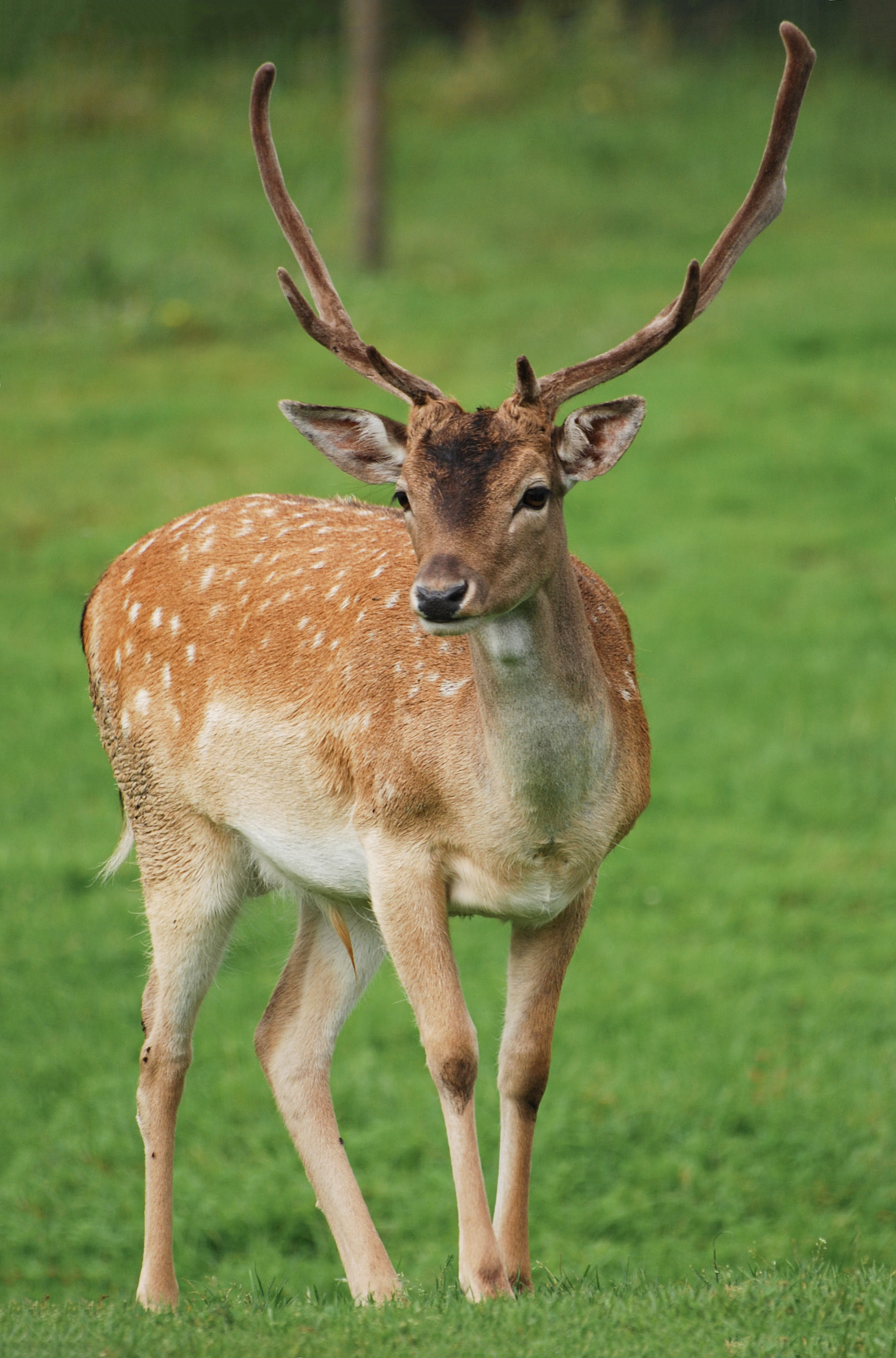
Macho com pelagem mosqueada, de Verão

Os gamos são animais polígamos. Notoriamente, na época de reprodução são formados grupos misto, constituído em regra por várias fêmeas e um único macho. Por vezes, o grupo poderá ter mais do que um macho, no entanto, um deles é dominante (Braza, 2010). O macho é sexualmente ativo, em média, a partir dos dez meses, e as fêmeas, a partir dos dezesseis meses. A época de reprodução ocorre essencialmente no Outono. No entanto, os machos permanecem férteis durante seis meses, o permite atraso na época reprodutiva. Os gamos têm apenas uma ninhada por ano. Nesta época os machos são mais territoriais, competindo com outros machos e emitindo vocalizações com o objectivo de sinalizar a sua presença e atrair potenciais fêmeas. A condição corporal, a destacar o tamanho das hastes, é um dos principais factores de seleção das fêmeas para a procriação, pois um macho com hastes de maior tamanho é o que geralmente apresenta uma maior força corporal e virilidade. A cópula é muito rápida e a gestação dura cerca de oito meses, nascendo normalmente apenas uma cria. Esta é mantida escondida nos primeiros dias de vida, apenas estabelecendo relação com a progenitora para a alimentar. O desmame ocorre às doze semanas de vida, sendo que a partir desse momento, a cria é integrada no grupo e os cuidados parentais são realizados exclusivamente pela progenitora (McElligott et al., 2001).

## Fatores de Ameaça
O gamo não apresenta grandes ameaças na Europa. Na área de distribuição onde a espécie é nativa (Turquia, Irão e sul da Europa), a caça e a conversão do habitat para a agricultura provocou quedas enormes no passado (Arslangündoğdu, 2010). A mortalidade desta espécie em Portugal é caracterizada essencialmente pela caça ou pela velhice (mortalidade natural), podendo também morrer atropelados ao atravessar estradas (Maia, 2001). São animais resistentes a doenças e parasitas. Porém, verminoses podem causar a morte de espécimes (Maia, 2001).

## Conservação
O gamo está classificado com estatuto de conservação pouco preocupante (LC), segundo a Lista Vermelha da IUCN (Masseti & Mertzanidou (2008), tanto em Portugal como a nível internacional. O gamo encontra-se protegido em várias zonas de áreas protegidas por toda a Europa. O gamo faz parte da cadeia alimentar de vários predadores carnívoros, nomeadamente o lobo-ibérico (Canis lupus signatus) e o lince-ibérico (Lynx pardinus). A relação que esta espécie tem com o homem é essencialmente cinegética, pois é usada como troféu de caça. Os machos são mais caçados que as fêmeas por ostentarem as hastes.

## Subespécies
- Dama dama dama - gamo comum;
- Dama dama mesopotamica - gamo-persa.